# 从官 (太微垣)
獅子座92，又名BD+22 2391，HD 101484、SAO 81941、HR 4495，是獅子座的一颗恒星，视星等为5.26，位于銀經228.85，銀緯72.91，其B1900.0坐标为赤經11h 35m 35.1s，赤緯+21° 72.91′ 30″。